# Istiodactylinae
De Istiodactylinae zijn een groep pterosauriërs behorend tot de Pterodactyloidea.
In 2014 gegeven definieerden Brian Andres, James Michael Clark en Xu Xing een klade Istiodactylinae: de groep bestaande uit Istiodactylus latidens
Seeley 1901 en alle soorten nauwer verwant aan Istiodactylus dan aan Nurhachius ignaciobritoi Wang et al. 2005.
De Istiodactylinae behoren tot de Istiodactylidae. Ze bestaan uit soorten uit het vroege Krijt die afgeplatte tanden bezaten. Behalve Istiodactylus zelf zou het gaan om Longchengpterus en Liaoxipterus.